# Listă de scriitori de limbă germană/Q
- Helmut Qualtinger (1928–1986)
- Friedrich Quehl (1874–?)
- Paul Quensel (1865–1951)
- Georg Queri (1879–1919)
- Theodor Johann Quistorp (1722-1776)
- Roman Quitt, de fapt Werner Schendell (1891–1961)
- William Quindt (1898–1969)
- Adolf Quitzow (1812–1896)